# Heartbeat (Fernsehserie)
Heartbeat ist eine von 1992 bis 2010 ausgestrahlte britische Fernsehserie des Senders ITV.
Die Serie handelt in humorvoller Weise von den Erlebnissen einer ländlichen Polizeistation im Yorkshire der 1960er. Außerhalb des Soap-Opera-Genres ist es mit 10 bis 15 Millionen Zuschauern pro Folge die erfolgreichste und langlebigste britische Fernsehserie der 1990er.